# Irdning
Irdning är en ort i kommunen Irdning-Donnersbachtal i distriktet Liezen i förbundslandet Steiermark i Österrike. Irdning var tidigare en självständig kommun, men slogs den 1 januari 2015 samman med kommunerna Donnersbach och Donnersbachwald till den nya kommunen Irdning-Donnersbachtal.
Den tidigare kommunen bestod av sex orter (Ortschaften) (inom parentes invånarantal 1 januari 2024):
- Altirdning (483)
- Bleiberg (109)
- Falkenburg (1 068)
- Irdning (899)
- Kienach (80)
- Raumberg (270)